# شتيفاني كوخ
شتيفاني كوخ (بالألمانية: Stefanie Koch)‏ هي متسلقة جبال تزلج ‏ ألمانية، ولدت في 13 أكتوبر 1981 في آنجر في ألمانيا.